# Ouled Fayet
Ouled Fayet est une commune de la wilaya d'Alger en Algérie, située dans la banlieue Sud-Ouest d'Alger.

## Géographie

### Situation
Ouled Fayet est située à environ 19 km au sud-ouest d'Alger. La majeure partie de la commune est située sur un plateau délimité au nord par l'oued Draa Rebia et la RN36 à l'est. Au nord-est, la zone des Grands Vents est préservée de toute construction.
| Chéraga             | Chéraga     | Dely Ibrahim           |
| Souidania           | Ouled Fayet | El Achour              |
| Souidania, Rahmania | Douera      | El Achour, Baba Hassen |

### Localités de la commune
Une agglomération principale : Ouled Fayet (chef-lieu) et quatre agglomérations secondaires : Plateau, Bellevue, Hay Moulahoum et les Prairies en plus de plusieurs Haouchs (Domaines agricoles): Haouch Ben Nouri, haouch Fama et haouch Goui.

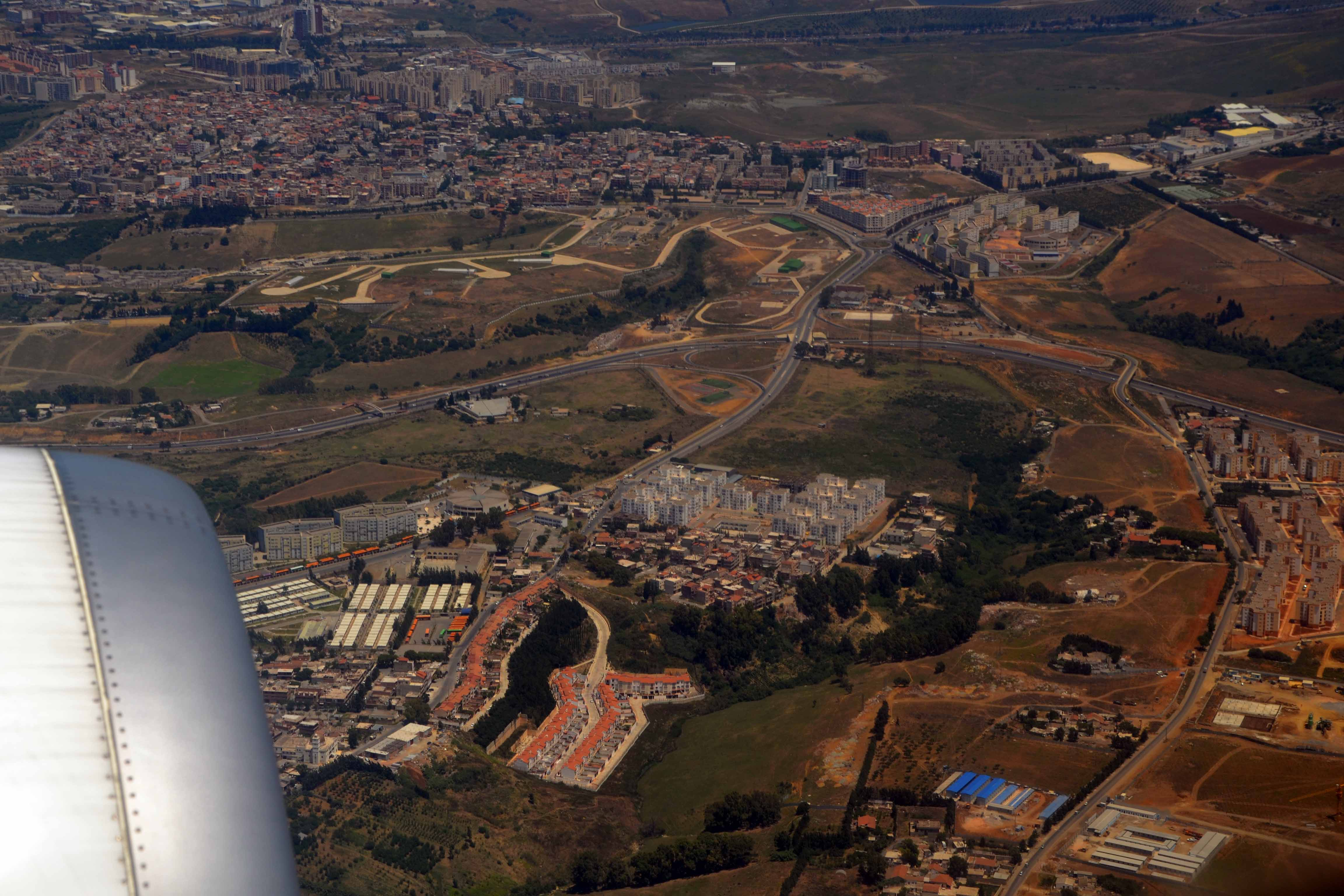
Vue aérienne de la commune en 2013

Lors du découpage administratif de 1984, la commune d'Ouled Fayet est constituée à partir des localités suivantes :
- Ouled Fayet Ville
- Hay Moulahoum
- Maison Blanche
- Pont Américain
- Grand Vent
- Plateau Ouled Fayet
- Haouch Kouchi
- Haouch Semrouni
- Plaine Bouchaoui (en partie)

## Histoire
Le village d'Ouled Fayet est créé en 1842 sur le lieu d'une ancienne ferme, il est rattaché à la commune de Dely Brahim. Le village devient une commune de plein exercice en 1888.
Le 31 mai 1963, la commune est intégrée à celle de Draria mais par l'ordonnance du 2 décembre 1963, Ouled Fayet passe de la tutelle de Draria à celle de Cheraga. En
1984, Ouled Fayet est de nouveau une commune indépendante mais elle est intégrée à la wilaya de Tipaza nouvellement créée. En 1997, à la création du gouvernorat du Grand-Alger, la commune est détachée de la wilaya de Tipaza, pour rejoindre à nouveau celle d'Alger.

## Démographie
| 1867 | 1884 | 1892 | 1902 | 1912  | 1923  | 1936  | 1954 | 1960  |
| ---- | ---- | ---- | ---- | ----- | ----- | ----- | ---- | ----- |
| 252  | 445  | 628  | 942  | 1 258 | 1 136 | 1 354 | -    | 2 908 |

| 1966 | 1977 | 1987  | 1998   | 2008   | - | - | - | - |
| ---- | ---- | ----- | ------ | ------ | - | - | - | - |
| *    | *    | 8 129 | 15 209 | 35 254 | - | - | - | - |

## Économie
Ouled Fayet accueille le siège de l'opérateur de téléphonie mobile Ooredoo.

## Services publics et Lieu clé
- Centre de téléport de Bouchaoui[11].
- Caserne militaire.
- Centre d'enfouissement technique (CET) fermé définitivement depuis les années 2010s.
- Clinique privée Reefak El fath.
- Opéra d'Alger nouvellement construite à l'ouest de la commune.
- La future nouvelle cité médiatique Dzair Media City[12],[13], qui sera construite également au nord-ouest de la commune.
- Le siege de Ooredoo Algérie .
- Garden city centre .

## Enseignement
- École nationale d'administration (en construction)[14],[15].
- Trois cités universitaires pour filles.
- Centre audiovisuel.

## Transports
- La rocade Ouest d'Alger traverse la commune du sud vers le nord.
- Lignes de transport :
  - Ouled Fayet - Alger (ITFC, Saïd-Hamdine, Belcourt, Tafourah)
  - Ouled Fayet - Douéra (Baba Hassen)
  - Ouled Fayet - Cheraga
  - Ouled Fayet (Plateau) - Cheraga

## Personnalités liées à la commune
Lucien Auguste Camus, père d'Albert Camus, est né le 28 novembre 1885.